# Département de la Recherche scientifique et industrielle
Pour les autres articles nationaux ou selon les autres juridictions, voir Ministère de l'Enseignement supérieur et de la Recherche scientifique.
Le Département de la Recherche scientifique et industrielle (Department of Scientific and Industrial Research ou DSIR) était un département exécutif du gouvernement britannique chargé de l'organisation, du développement et de l'encouragement de la recherche scientifique et industrielle.
Au début de la Première Guerre mondiale, a la demande du Board of Trade, le Board of Education a préparé un livre blanc sous la présidence de Sir William McCormick. La DSIR a été créée pour remplir les rôles spécifiés par le Livre blanc : financer des propositions de recherche valables, attribuer des bourses de recherche et des bourses d'études dans les universités, et encourager le développement d'associations de recherche dans l'industrie privée et d'installations de recherche en sciences universitaires. Elle a maintenu ces rôles jusqu'en 1965. Le budget annuel au cours de sa première année, 1915, était de 1 000 000 £.

## Histoire
Avant le vingtième siècle, le gouvernement se préoccupait peu de recherches scientifiques. En 1914, il y avait un certain nombre de petits organismes gouvernementaux avec un intérêt scientifique spécialisé, mais peu d'efforts organisés vers l'application des découvertes faites dans la recherche fondamentale et aucune organisation concernée par l'application de la science à l'industrie. L'impulsion à la création du département a été donnée par les besoins de l'effort de guerre. L'initiative en fut prise par le Président du Conseil de l'éducation qui, en mai 1915, présenta au Parlement un livre blanc appelant à la création d'une organisation permanente de promotion de la recherche scientifique et industrielle.
Par décret du 28 juillet 1915, l'autorité d'un tel organisme a été confiée à un comité du Conseil privé composé initialement de six ministres et de trois autres conseillers privés. Ce nouveau Comité pour la recherche scientifique et industrielle devait être assisté d'un conseil consultatif, lui-même assisté de certains comités consultatifs. Dans un premier temps, un programme a été conçu pour encourager des groupements d'entreprises à créer des associations coopératives de recherche industrielle. À cette fin, une somme forfaitaire de 1 million de livres sterling, le « Million Fund », a été votée et un Imperial Trust a été créé pour l'administrer.
En raison du lien étroit entre l'éducation et la recherche, le Président du Conseil de l'éducation a été nommé Vice-président du comité du Conseil privé. Avec l'importance croissante de l'aspect industriel de la recherche, ces dispositions initiales sont vite devenues insuffisantes. Par conséquent, en décembre 1916, un département distinct de la recherche scientifique et industrielle a été créé, disposant de son propre vote parlementaire mais responsable devant le Parlement par l'intermédiaire du Lord président du Conseil.
Le département était responsable de l'organisation, du développement et de l'encouragement de la recherche scientifique et industrielle et de la diffusion de ses résultats. Il a travaillé en encourageant et en soutenant la recherche scientifique dans les universités, les collèges techniques et d'autres institutions, en créant et en développant ses propres organismes de recherche pour l'investigation et la recherche relatives à l'avancement du commerce et de l'industrie, et en prenant des mesures pour favoriser l'application pratique des résultats de la recherche. Il pourrait octroyer des subventions aux fins de n'importe laquelle de ces fonctions.
Le ministère n'était pas responsable des recherches au sein des entreprises principalement pour répondre aux besoins de la défense nationale, et il ne couvrait pas non plus toutes les activités du gouvernement en matière de recherche à des fins civiles. De vastes domaines de recherche relevaient d'autres organismes – aviation, énergie atomique, agriculture, santé et médecine, météorologie – même s'il pouvait entreprendre des enquêtes spécifiques au nom des départements responsables. Le département a encouragé et soutenu la recherche scientifique dans les universités et autres institutions au moyen de subventions pour des projets de recherche spéciaux, de bourses de recherche, de bourses d'études, de subventions à des associations de recherche et de contrats de recherche.
Le département a absorbé ou créé un certain nombre d'organismes de recherche, qui comprenaient de grands laboratoires pour des domaines de travail particuliers. Les institutions existantes dont il assumait la responsabilité étaient le National Physical Laboratory de la Royal Society en 1918, le Geological Survey and Geological Museum du Board of Education en 1919, la Road Experimental Station du ministère des Transports en 1933, le Laboratory of the Government Chemist en 1959, et le Tropical Products Institute du Colonial Office la même année.
Certains organismes de recherche fondés par le département avaient des fonctions définies en termes de domaine scientifique ou technologique comme le Laboratoire de recherche chimique, le Laboratoire national d'ingénierie et la Station de recherche hydraulique . D'autres ont été définis en fonction d'un objectif pratique, comme la Station de recherche sur le bâtiment, la Station de recherche sur les incendies, le Laboratoire de recherche sur les produits forestiers, la Station de recherche sur les combustibles, la Station de recherche radio, la Station de recherche Torry et le Laboratoire de recherche sur la pollution des eaux. Le British Museum Laboratory, créé par le département en 1919, a été transféré au musée en 1930.
Trois établissements de recherche sur l'alimentation, le Laboratoire d'infestation parasitaire , la Station de recherche à basse température et le Laboratoire Ditton , sont passés au Conseil de recherches agricoles en 1959. De 1941 à 1945, le département était responsable de la recherche sur l'énergie atomique, dans une organisation connue sous le nom de Direction des « Tube Alloys ». Dans les années 1950, le département s'est lancé dans des recherches en sciences humaines en rapport avec les besoins de l'industrie, entreprises de 1953 à 1957 en collaboration avec le Medical Research Council ; en 1958, le programme de recherche du département a été transféré de son siège social au nouveau laboratoire Warren Spring.
Le chef exécutif de chaque organisme de recherche était un directeur de recherche responsable devant le chef du département. Le directeur était pourvu d'un ou plusieurs instituts ou laboratoires de recherche et d'un conseil consultatif de recherche. Les commissions de recherche étaient nommées par le lord président du Conseil jusqu'en 1956, puis par le Conseil de la recherche scientifique et industrielle . Les conseils étaient chargés de conseiller le conseil sur le programme de travail à entreprendre, de surveiller, de commenter et de conseiller, et de faire rapport annuellement, sur l'avancement du programme approuvé.
Une succursale écossaise du ministère a été ouverte à Édimbourg en septembre 1947, un bureau gallois à Cardiff en 1953 et une succursale du Nord à Newcastle upon Tyne en 1963. À la fin de 1954, le Lord Président a nommé un petit comité sous la présidence de Sir Henry Jephcott pour s'enquérir de l'organisation et du fonctionnement du département. Ses recommandations ont été mises en œuvre dans la loi de 1956 sur le Département de la recherche scientifique et industrielle, qui a aboli le conseil consultatif et l'Imperial Trust et a confié le pouvoir exécutif à un nouveau Conseil pour la recherche scientifique et industrielle.
Le conseil, créé le 7 novembre 1956, a été nommé par le Lord Président du Conseil et responsable devant lui et a été tenu de se conformer à toutes les instructions qu'il pourrait recevoir d'un comité du Conseil privé pour la recherche scientifique et industrielle. En 1959, ces fonctions de lord président ont été transférées au nouveau ministre des Sciences. [4]
Le département a été aboli par la Science and Technology Act 1965 (en), qui a réparti ses fonctions sur un certain nombre de ministères et d'autres organismes. Les principaux intéressés étaient le nouveau ministère de la Technologie , qui est devenu responsable de l'application des connaissances scientifiques à l'industrie et à la plupart des établissements de recherche du ministère ; le ministère de l'Éducation et des Sciences, qui a pris en charge la liaison scientifique à l'étranger et l'avancement général des connaissances scientifiques ; et le nouveau Conseil de la recherche scientifique , qui devait maintenant s'occuper des subventions pour la recherche universitaire et des bourses pour les étudiants de troisième cycle.

## Laboratoires de recherche
Administré par la DSIR avant sa dissolution en 1965 :
- Building Research Station, Watford (à partir de 1921) rebaptisé plus tard Building Research Establishment (en) (BRE)
- Fuel Research Station, Greenwich, déplacée en 1959 à Stevenage et rebaptisée Warren Spring Laboratory (WSL)
- National Physical Laboratory, Teddington (à partir de 1917)
- Radio Research Station, Ditton Park (depuis 1924)
- Road Research Laboratory, Harmondsworth (à partir de 1933), déplacée à Crowthorne, à partir de 2016 nommé Transport Research Laboratory
- National Engineering Laboratory, East Kilbride (plus tard transféré au DTI)